# Beauveria
Genre
Beauveria est un genre de champignons à reproduction asexuée alliés à la famille des Ophiocordycipitaceae (ascomycete). Ses nombreuses espèces sont généralement des parasites entomopathogènes. Les stades sexués (téléomorphes) des espèces de Beauveria, sont, quand on les connait, des espèces du genre Ophiocordyceps.

## Liste d'espèces
Selon NCBI (1 oct. 2010) :
- Beauveria amorpha
- Beauveria bassiana
- Beauveria brongniartii
- Beauveria caledonica
- Beauveria cf. caledonica ARSEF 2251
- Beauveria felina
- Beauveria malawiensis
- Beauveria sulfurescens
- Beauveria tenella
- Beauveria velata
- Beauveria vermiconia
- Beauveria virella
- Beauveria sp. ARSEF 1198
- Beauveria sp. ARSEF 32
- Beauveria sp. B157
- Beauveria sp. B95
- Beauveria sp. Bb-15
- Beauveria sp. BCC 2558
- Beauveria sp. BCC23107
- Beauveria sp. BCMU BB04
- Beauveria sp. f51
- Beauveria sp. GN-2004a
- Beauveria sp. JS-2009a
- Beauveria sp. JS2194
- Beauveria sp. KVL_03_107
- Beauveria sp. KVL_03_136
- Beauveria sp. LA100
- Beauveria sp. LA108
- aff. Beauveria sp. LA16
- Beauveria sp. LA196
- Beauveria sp. LA208
- Beauveria sp. LA218
- Beauveria sp. LA264c
- Beauveria sp. Lanzhou
- Beauveria sp. N28
- Beauveria sp. Nautou
- Beauveria sp. NHJ-11927
- Beauveria sp. OR2S2
- Beauveria sp. RM4-2
- Beauveria sp. SAR-2005
- Beauveria sp. SJL0910
- Beauveria sp. SW091
- Beauveria sp. Vega514
- Beauveria sp. VegaE1-39